# 수원화성문화제
수원화성문화제는 경기도 수원시 수원화성에서 개최되는 전통 문화 축전이다. 수원시는 1964년 서울에서 수원으로 이전한 경기도청 신축공사 착공일인 10월 15일을 '시민의 날'로 제정하고, 화홍문화제로 본 축전을 개최하였다. 2000년(제37회)부터 수원화성문화제로 개칭하여 현재까지 개최하고 있다.
(2019년 수원화성문화제는 아프리카돼지열병으로 인해 취소되었다.)